# 1950年逝世人物列表
1950年逝世人物列表：1月 - 2月 - 3月 - 4月 - 5月 - 6月 - 7月 - 8月 - 9月 - 10月 - 11月 - 12月
下面是1950年逝世的知名人士列表。

## 1月

### 1日
- 威廉·格裡芬，美國羅馬天主教主教和牧師

### 2日
- 埃米爾·傑寧斯，瑞士出生的德國演員
- 安東尼·普魯辛斯基，美國政治家
- 薩凱拉裡迪斯鲷，希臘作曲家、指揮家

### 3日
- 苔絲·加德拉，義大利出生的美國女演員、舞蹈家

### 7日
- 蒙蒂·班克斯，義大利喜劇演員，導演
- 阿方索·丹尼爾·羅德裡格斯·卡斯特勞，西班牙政治家、作家、畫家和醫生
- 朱塞佩一世，波旁-帕爾馬王朝的領袖，帕爾馬公爵

### 8日
- 约瑟夫·熊彼特，捷克經濟學家、政治學家

### 11日
- 詹姆斯·科爾斯科特，三K黨的美國帝國巫師

### 12日
- 約翰·斯塔爾，美國電影導演、製片人

### 13日
- 吉諾·弗里特利，義大利畫家

### 14日
- 尧格，柬埔寨第9任首相

### 15日
- 亨利·阿诺德，美國通用航空先驅[1]

### 16日
- 阿裡·穆斯塔法·莫沙拉法，埃及物理學家

### 17日
- 波多野精一，日本哲學家

### 18日
- 霍勒斯·赖斯，澳大利亞網球運動員

### 20日
- 雷·杜根，澳大利亞賽車手

### 21日
- 乔治·奥威尔，46歲，英国作家，因肺結核病而逝世。

### 22日
- 老艾倫·黑爾，美國演員

### 23日
- 瓦西里·科拉羅夫，保加利亞共產主義政治家、前臨時國家元首和保加利亞第33任總理

### 29日
- 艾哈邁德·賈比爾·薩巴赫，科威特酋長

## 2月

### 3日
- 萊昂內爾·克里普斯，羅得西亞政治家
- 卡尔·塞茨，奧地利政治家，奧地利第一任總統

### 6日
- 喬治·英伯特，阿爾薩斯化學家

### 7日
- D.K.布羅斯特，英國歷史小說家
- 井上正夫，日本演員、導演
- 威廉·墨菲，美國羅馬天主教神職人員、主教和牧師

### 9日
- 阿卜杜勒·卡迪爾，印度領袖
- 弗朗茨·尤斯圖斯·拉科夫斯基，德國羅馬天主教主教和牧師
- 泰德·西奧多，澳大利亞政治家，昆士蘭州州長

### 10日
- 马塞尔·莫斯，法國社會學家

### 11日
- 凱凱·開勒，美國棒球運動員（芝加哥小熊隊），美國職業棒球大聯盟名人堂成員

### 12日
- 伯納德·梅寧斯基，烏克蘭出生的英國藝術家、畫家、製圖員和教師

### 13日
- 拉斐爾·薩巴蒂尼，義大利作家

### 14日
- 塞西利奧·古茲曼·德·羅哈斯，玻利維亞畫家
- 卡尔·央斯基，美國物理學家、無線電工程師和射電天文學之父

### 16日
- 約翰內斯·耶爾姆斯列夫，丹麥數學家
- 查理斯·明索恩·墨菲，美國自行車手

### 21日
- 格哈德·科瓦萊夫斯基，德國數學家

### 23日
- 彼得·希米坦斯基，波蘭劊子手

### 25日
- 伊格內修斯·阿諾茲，捷克斯洛伐克羅馬天主教主教和牧師
- 喬治·邁諾特，美國醫生，諾貝爾生理學或醫學獎獲得者

### 26日
- 哈裡·蘭黛，英國藝人

### 27日
- 伊萬·戈爾，法國劇作家[2]

## 3月

### 2日
- 罗斯里多比，馬來砂拉越民族主義者

### 4日
- 安東尼·霍爾斯，英國演員

### 5日
- 席德·格勞曼，美國戲劇企業家
- 埃德加·李·马斯特斯，美國詩人

### 6日
- 阿爾伯特·勒布倫，法國政治家，法國第15任總統
- 哈裡·雷德芬，英國建築師

### 10日
- 瑪格麗特·德拉莫特，美國女演員

### 11日
- 拉爾夫·弗里曼，英國工程師
- 亨利希·曼，德國小說家
- 布洛克·彭伯頓，美國戲劇製作人

### 15日
- 亞歷山大·卡比斯科伊，蘇聯二戰女英雄
- 卡爾·斯托克，美國國家橄欖球聯盟第三任主席

### 18日
- 瓦伊諾·基維林納，芬蘭教師、活動家和政治家

### 19日
- 埃德加·赖斯·巴勒斯，美國作家（泰山）
- 諾曼·哈沃斯，英國化學家，諾貝爾獎獲得者
- 亞歷山德魯·瓦伊達-沃沃德，羅馬尼亞第28任總理

### 20日
- 弗雷德里克·托沃特，英國細菌學家[3]

### 21日
- 凯瑟琳·格雷，美國女演員

### 22日
- 伊曼紐爾·穆尼耶，法國哲學家

### 24日
- 詹姆斯·魯道夫·加菲爾德，美國政治家
- 哈罗德·拉斯基，英國政治理論家、經濟學家

### 25日
- 弗蘭克·巴克，美國動物收藏家
- 弗朗西斯·米克爾思韋特，英國化學家

### 27日
- 所羅門·烏拉·阿塔，湯加首相[4]

### 30日
- 莱昂·布鲁姆，法國政治家，兩屆法國總理
- 喬·尤爾，英國藝人，米奇·魯尼的父親

## 4月

### 1日
- 弗朗西斯·奥托·马西森，美國歷史學家、文學評論家
- 雷杰普·佩克，土耳其軍官、政治家和土耳其第六任總理

### 3日
- 庫爾特·邁爾，德國出生的作曲家

### 5日
- 查理斯·比納喬，美國黑幫老大

### 7日
- 沃尔特·休斯顿，加拿大出生的美國演員

### 8日
- 瓦斯拉夫·弗米契·尼金斯基，蘇聯芭蕾舞演員、編舞家

### 10日
- 費夫齊·恰克馬克，土耳其軍官、政治家和土耳其總理
- 阿爾弗雷德·費舍爾，德國建築師

### 11日
- 班布里奇·科尔比，美國國務卿

### 13日
- 薩利赫·阿里，敘利亞起義領袖
- 詹姆斯·莫裡森，加拿大羅馬天主教主教和牧師

### 14日
- 拉瑪納·馬哈什，印度聖人和吉萬穆克塔[5]

### 16日
- 亨利·克瑙夫，美國政治家
- 阿諾·馬西，法國高爾夫球手[6]

### 17日
- 瓦迪斯瓦夫·菲力浦科夫斯基，波蘭軍事指揮官

### 23日
- 傑瑪·貝林西奧尼，義大利女高音
- 弗朗西斯庫斯·詹森斯，荷蘭羅馬天主教修道院院長和牧師

### 26日
- 喬治·默里·赫爾伯特，美國政治家

### 27日
- 霍巴特·卡瓦諾，美國角色演員
- 卡雷爾·科澤盧，捷克網球運動員

### 30日
- 弗朗切斯科·約文，義大利作家、作家

## 5月

### 1日
- 洛斯罗普·斯托达德，美國優生學家

### 6日
- 維克多·曼努埃爾·羅曼·雷耶斯，尼加拉瓜政治家，尼加拉瓜第23任總統

### 7日
- 加夫里洛五世，塞爾維亞族長

### 8日
- 維塔爾·巴西，巴西醫生和免疫學家[7]

### 9日
- 哈裡·斯塔布斯，英國出生的美國演員
- 埃斯特萬·特拉達斯·伊拉，安道爾數學家、科學家和工程師

### 10日
- 約翰·古爾德·弗萊徹，美國詩人
- 貝爾達科斯塔格林，美國圖書館員、書目學家和檔案管理員

### 11日
- 塞德里克·霍蘭德，英國海軍上將

### 12日
- 哈羅德·巴西爾·克利斯蒂安，南非-羅得西亞園藝家

### 18日
- 亨利·齊霍斯基，羅馬尼亞將軍和政治家

### 19日
- 朱塞佩·加里波二世，義大利士兵、愛國者、革命家，義大利愛國者朱塞佩·加里波第的孫子
- 朱塞佩娜·蘇里亞諾，義大利羅馬天主教修女和祝福

### 22日
- 安德鲁·麦克唐纳，英國羅馬天主教神職人員、主教和牧師
- 阿方索·基尼奥内斯·莫利纳，薩爾瓦多第27任總統

### 24日
- 伊西多爾·義高叻，緬甸教理傳道員、羅馬天主教神父、殉道者和祝福者（在行動中陣亡）
- 彼得·彼得羅維奇·特羅揚斯基，蘇聯教育家和學者
- 馬里奧·維加拉，義大利羅馬天主教神父，殉道者和祝福者（在行動中陣亡）
- 第一代韋維爾伯爵阿奇博爾德·韋維爾，英國陸軍元帥

### 25日
- 尼古拉·丘佩爾克，羅馬尼亞將軍和政治家

### 26日
- 斯坦尼斯瓦夫·克特爾津斯基，波蘭歷史學家、外交官

### 28日
- 維森特·索托，菲律賓政治家

## 6月

### 3日
- 艾哈邁德·塔朱丁，汶萊蘇丹

### 4日
- 卡門·巴羅哈，西班牙作家、民族學家
- 喬治·塞西爾·艾夫斯，德國出生的英國詩人、作家、刑法改革者和早期同性戀權利活動家
- 卡齊斯·格裡紐斯，立陶宛第三任總統

### 5日
- 班菲·米克洛斯，匈牙利貴族、政治家和小說家

### 6日
- 威廉·沃兹沃思，美國演員

### 9日
- 鄧尼斯·奧古斯特·杜尚，法國將軍

### 20日
- 杉本鉞子，日本自傳作家、小說家

### 22日
- 简·考尔，美國女演員

### 24日
- 達爾萬·辛格·內吉，印度維多利亞十字勳章獲得者

### 26日
- 安東尼娜·涅日丹諾娃，蘇聯女高音

### 27日
- 扎維什·卡蘭德拉，捷克斯洛伐克歷史學家、理論家
- 西奧菲勒斯·帕什科夫斯基，美國東正教大主教，大都會

### 28日
- 馬卡里奧斯二世大主教

### 29日
- 梅麗塔·本茨，德國企業家，他於1908年發明瞭咖啡篩檢程式

## 7月

### 1日
- 埃列爾·薩里寧，芬蘭建築師[8]

### 5日
- 薩爾瓦托雷·朱利亞諾，義大利土匪

### 7日
- 法茨·納瓦羅，美國爵士小號演奏家

### 8日
- 海倫·福爾摩斯，美國女演員
- 奧斯瑪律·斯潘，奧地利哲學家和經濟學家[9]

### 10日
- 理查·莫里，美國歸化阿根廷工程師

### 11日
- 巴迪·德西爾瓦，美國詞曲作者

### 12日
- 列夫·加勒，蘇聯海軍上將
- 艾爾西·德·沃爾夫，美國社交名媛和室內裝飾師

### 17日
- 伊萬傑琳·布斯，救世軍第四任將軍
- 安東尼·內多辛斯卡，捷克斯洛伐克女演員

### 18日
- 米尼翁·塔爾博特，美國古生物學家

### 21日
- 雷克斯·英格拉姆，愛爾蘭出生的美國導演

### 22日
- 威廉·莱昂·麦肯齐·金，加拿大政治領袖，加拿大第10任總理

### 24日
- 澤菲·蒂爾伯里，英國舞臺和電影女演員[10]

### 27日
- 瑪爾塔·斯坦斯維克，挪威作家

### 28日
- 凱文·布登，澳大利亞業餘爬蟲學家

### 30日
- 吉列爾米娜·蘇吉亞，葡萄牙大提琴家[11][12]

## 8月

### 3日
- 皮埃爾-埃米爾·科特，加拿大政治家
- 克利斯蒂安·拉克，挪威將軍

### 6日
- 弗朗西斯科·何塞·烏魯蒂亞·奧拉諾，哥倫比亞外交官和法學家

### 8日
- 尼古拉·米亚斯科夫斯基，蘇聯作曲家

### 10日
- 塔德烏什·托馬謝夫斯基，波蘭第34任總理

### 19日
- 黑麋鹿，北印地安奧格拉拉蘇族人，身兼獵人、戰士、巫醫及先知等角色，北美印第安戰爭中的印地安領袖瘋馬之堂弟
- 喬瓦尼·喬治，義大利物理學家、工程師

### 22日
- 柯克·布萊恩，美國地質學家

### 23日
- 弗蘭克·菲力浦斯，美國石油高管

### 24日
- 阿圖羅·亞歷山德里，智利政治家、改革家和3屆智利總統
- 瓦西里·戈尔多夫，蘇聯將軍（被處決）
- 格里戈里·库利克，蘇聯軍官，蘇聯元帥（已處決）

### 25日
- 朱塞佩·格拉西，義大利政治家

### 26日
- 朱塞佩·德盧卡，義大利男中音
- 蘭塞姆·奧茨，美國汽車先驅

### 27日
- 切薩雷·帕維塞，義大利詩人、小說家

### 31日
- Pere Tarrés i Claret，西班牙羅馬天主教神父和祝福

## 9月

### 4日
- 馬克斯·大衛森，德國演員
- 彼得·弗朗西斯库斯·迪尔克斯，比利時畫家

### 6日
- 奧拉夫·斯台普爾頓，英國作家、哲學家

### 10日
- 雷蒙德·索默，美國賽車手

### 11日
- 魯道夫·帕爾姆，出生於古拉梳島的作曲家
- 揚·斯穆茨，南非第二任總理

### 13日
- 萨拉·奥尔古德，愛爾蘭女演員

### 15日
- 馬拉伊馬萊·阿迪加爾，印度演說家、作家
- 巴爾多梅羅·洛佩斯，朝鮮戰爭的美國英雄

### 16日
- 弗雷德里克·貝內特，紐西蘭聖公會主教和牧師
- 佩德羅·德·科爾多瓦，美國演員

### 21日
- 愛德華·亞瑟·米爾恩，英國天體物理學家、數學家

### 23日
- 喬治·卡爾頓，美國演員
- 肯尼斯·繆爾，英國士兵，維多利亞十字勳章追授者

### 27日
- 东辰三，日本作词家，作曲家

### 29日
- 阿爾弗雷德·邁斯納，捷克斯洛伐克政治家，大屠殺倖存者

### 30日
- 普魯士的胡貝圖斯，德國威廉皇儲的第三子，皇帝威廉二世的孫子。

## 10月

### 1日
- 米哈伊尔·罗季奥诺夫，蘇聯政治家、蘇聯領導人

### 2日
- 約翰·菲茨傑拉德，美國政治家，波士頓市長

### 5日
- 湯瑪斯·亞的斯·埃米特，美國出生的牙買加羅馬天主教主教和牧師

### 9日
- 尼古拉·哈特曼，德國哲學家

### 11日
- 寶琳·洛德，美國女演員

### 13日
- 歐內斯特·海考克斯，美國作家

### 14日
- 安東尼奧·瑪麗亞·達席爾瓦，葡萄牙政治家、葡萄牙臨時總理和3次總理

### 18日
- 朱塞佩·博爾加蒂，義大利男高音

## 11月

### 2日
- 萧伯纳，愛爾蘭作家，諾貝爾獎獲得者

### 3日
- 小矶国昭，日本將軍，日本第41任首相

### 4日
- 格羅弗·克利夫蘭·亞歷山大，美國棒球運動員（費城費城人隊），美國職業棒球大聯盟名人堂成員
- 弗朗西斯卡·埃雷拉·加里多，西班牙作家

### 5日
- 邁克爾·斯特蘭奇，美國詩人[13]

### 8日
- 伯尼斯·赫斯坦，美國社交名媛

### 9日
- 阿蒂利奧·安德列奧利，義大利畫家

### 11日
- 亞歷山德羅斯·迪奧米迪斯，希臘第152任總理
- 盧西奧·阿爾貝托·皮涅羅·多斯桑托斯，葡萄牙哲學家、教師

### 12日
- 赫里霍里·拉科塔，蘇聯東方天主教主教和祝福
- 裘莉婭·馬婁，英國出生的美國舞臺女演員

### 16日
- 鲍勃·史密斯，美國醫生、內科醫生和外科醫生

### 17日
- 弗吉尼亞·法佈雷加斯，墨西哥女演員[14]

### 23日
- 阿卜杜勒·哈米德·卡拉米，黎巴嫩政治人物、宗教領袖和黎巴嫩第16任總理

### 25日
- 毛岸英，28歲，毛泽东長子，在朝鮮戰爭戰場上陣亡。
- 约翰内斯·威廉·延森，丹麥作家，諾貝爾獎獲得者
- 古斯塔夫·約翰·拉姆施泰特，芬蘭出生的瑞典語言學家、外交官

### 27日
- T·薩塔西瓦·伊耶爾，錫蘭泰米爾語學者，泰米爾語作家

### 28日
- 詹姆斯·科比特，英國殺人犯（絞死）

### 29日
- 马占山，中國將軍

### 30日
- 維爾納·哈斯，希特勒的私人醫生

## 12月

### 4日
- 华彦钧（阿炳），中國民间音乐家。
- 傑西·布朗，美國海軍飛行員（陣亡）

### 5日
- 師利·奧羅賓多，印度大師

### 11日
- 恩斯特二世，德國王子
- 萊斯利·科姆里，紐西蘭天文學家，計算機先驅

### 12日
- 路易吉·比安切里，義大利海軍上將
- 彼得·弗雷澤，紐西蘭政治人物，紐西蘭第24任總理，第二次世界大戰領導人

### 15日
- 瓦拉巴伊·派特爾，印度政治領袖

### 20日
- 傅斯年 (孟真)，前台灣大學校長，歷史學家(中央研究院院士)。[15]
- 恩里科·米齊，馬爾他政治家，馬爾他第6任總理

### 22日
- 沃爾特·達姆羅什，德國出生的美國指揮家和作曲家

### 23日
- 弗朗西斯科·洛穆托，阿根廷鋼琴家、作曲家
- 沃爾頓·沃克，美國將軍

### 25日
- 袁文会，津门巨霸，镇压反革命中被槍決。
- 澤維爾·比利亞魯蒂亞，墨西哥詩人、劇作家

### 26日
- 莉安·德·普吉，法國維德特和舞蹈家

### 27日
- 马克斯·贝克曼，德國畫家

### 30日
- 米哈伊爾·馬諾伊萊斯庫，羅馬尼亞記者、工程師、經濟學家、政治家和回憶錄作家

### 31日
- 卡尔·伦纳，奧地利社會民主黨政治家，奧地利第四任總統